# Luis II de Wurtemberg
Luis II de Wurtemberg (c. 1137-1181) fue conde de Wurtemberg desde 1158 hasta 1181. Se casó con Willibirg (1142-1179).
Existen documentos hasta 1154 que mencionan a Luis como conde. La primera vez que aparece con el título de conde es en un documento de Federico I Barbarroja de 1181.